# Хоуп (Арканзас)
Хоуп (енгл. Hope) град је у америчкој савезној држави Арканзас.

## Демографија
По попису из 2010. године број становника је 10.095, што је 521 (-4,9%) становника мање него 2000. године.
| Група             | 2000.         | 2010.         |
| Белци             | 4.433 (41,8%) | 3.437 (34,0%) |
| Афроамериканци    | 4.583 (43,2%) | 4.376 (43,3%) |
| Азијати           | 32 (0,3%)     | 20 (0,2%)     |
| Хиспаноамериканци | 1.431 (13,5%) | 2.096 (20,8%) |
| Укупно            | 10.616        | 10.095        |